# Teheran
Teheran, Perzisch: تهران, Tehran, uitspraak [tʰehˈɾɒːn], is de hoofdstad van Iran en tevens de hoofdplaats van de stadsprovincie Teheran. De stad ligt in het noordelijke deel van het land aan de voet van de Elboers. 
Bij de volkstelling van 2016 had de stad Teheran zelf 8.737.510 inwoners. De stadsprovincie had 13.246.636 inwoners. De gehele stedelijke agglomeratie, Groot-Teheran die ook tot in de omliggende provincies reikt, heeft bijna 17 miljoen inwoners (2025).

## Geschiedenis
Teheran wordt voor het eerst vermeld in de elfde eeuw v.Chr., maar archeologische opgravingen hebben aangetoond dat de eerste bewoners zich er omstreeks 3000 v.Chr. vestigden. Teheran was vroeger een van de dorpen van de grote, oude stad Rey. Pas vanaf de zeventiende eeuw ontwikkelde Teheran zich tot een echte stad.
Agha Muhammad Khan, de stichter van de Kadjaren-dynastie, koos Teheran in 1788 als de hoofdstad van Iran. De tweede sjah van de Kadjaren, Fath Ali, die de basis legde voor een Perzische culturele renaissance, liet mooie en grote paleizen in Teheran bouwen. Onder zijn regering vestigden zich vele ambachtslieden en kooplieden uit oudere Perzische centra als Kashan, Isfahan, Shiraz en Tabriz in de nieuwe hoofdstad.

## Aardrijkskunde
Teheran ligt geografisch gezien dicht bij verschillende grenzen, waaronder de grens met Turkmenistan in het noordoosten. Teheran ligt op een hoogte variërend van ongeveer 1100 meter in het zuidelijke gedeelte van de stad tot 1750 meter in het noordelijke gedeelte van de stad.
Teheran heeft een landklimaat met grote temperatuurverschillen tussen zomer en winter. De zomers zijn droog en heet. De gemiddelde temperatuur voor de maand juli ligt boven de dertig graden. De winters zijn koud, met temperaturen rond het vriespunt. In de winter valt geregeld sneeuw in de stad.
Teheran kent een groot aantal straten met aan weerszijden oude platanen, wat de stad de bijnaam 'Plataanstad' gaf in de geschiedenis.
De stad Teheran had in 2024 meer dan negen miljoen inwoners. Tezamen met de voorsteden wordt in de agglomeratie een inwoneraantal op 16,8 miljoen geschat.

## Teheran tegenwoordig
De bevolking is overwegend jong en hoog opgeleid. Veel van hen verlaten door de slechte economische omstandigheden de stad en vestigen zich elders in de wereld.
Onder andere door de grootte, de slechte verkeerssituatie, het sterk verouderde wagenpark en de ongunstige ligging, kampt de stad met een enorme luchtvervuiling. Teheran behoort in dit opzicht tot de vijf meest vervuilde steden in de wereld en het gebeurt niet zelden dat scholen sluiten vanwege smogalarm. De metro van Teheran die op sommige trajecten een alternatief biedt voor het drukke wegverkeer werd in 2000 in gebruik genomen. De metro zelf heeft een lengte van 198 km en er rijden zeven lijnen. Er is nog een netwerk van regionale treinen van 98 km.
Er zijn meer etnische Azerbeidzjanen in Teheran dan welke andere stad in de wereld dan ook en de Koerdische bevolking in Teheran bedraagt meer dan twee miljoen mensen.

## Bouwwerken
Beroemd zijn de bazaar in het zuiden van de stad waar een keur aan producten kan worden gekocht, het voormalige paleis van de sjah, alsmede de parken in de stad. Moderne bouwwerken zijn onder andere de Borj-e Milad en de Azadi-toren op het Azadi-plein. Er staat in het westen van de stad een stadion voor 100.000 toeschouwers, het Azadistadion.

## Toerisme
In Teheran zijn verschillende culturele bezienswaardigheden.
- Een replica van de Pauwentroon van de Perzische sjahs is te vinden in het Golestanpaleis.
- Enkele bekende Teheranse musea waaronder het Nationale Museum van Iran en het Tapijtenmuseum.
- Het Teheran Museum van Hedendaagse Kunst heeft werken van kunstenaars als Van Gogh, Pablo Picasso en Andy Warhol. De voormalige keizerin Farah Diba van Iran heeft deze collectie van schilderijen verzameld.
- Teheran is ook de plaats waar de Iraanse keizerlijke kroonjuwelen worden bewaard, een verzameling kronen en tronen, ongeveer 30 tiara's, talrijke aigrettes, juweel-beslagen zwaarden en schilden, een grote hoeveelheid kostbare losse edelstenen, waaronder de meeste smaragden, robijnen en diamanten in de wereld en de originele Pauwentroon. Het bevat ook andere objecten die door de sjahs van Iran tijdens het 2500-jarig bestaan van het Iraanse koninkrijk zijn verzameld. De collectie is nog steeds te zien in de Iraanse centrale bank in Teheran.

## Bestuurlijke indeling
| North: District 1: • Čizar • Dar Abad • Darake • Darband • Džamaran • Elahije • Farmanije • Gejtarije • Nobonjad • Tadžriš • Zafaranije District 2: • Farahzad • Giša • Punak-e Bahtari • Sadat Abad • Sadegije • Šahrak-e Garb • Šahrak-e Žandarmeri • Tarašt • Tovhid District 3: • Darus • Davudije • Ehtijarije • Golhak • Vanak • Žordan District 5: • Bulvar-e Firdusi • Džanat Abad • Ekbatan • Punak District 6: • Amir Abad • Aržantin • Jusef Abad • Park-e Lale | East: District 4: • Hak Sefid • Hakimije • Lavizan • Ozgol • Pasdaran • Resalat • Šams Abad • Šemiran No • Tehranpars • Zargande District 7: • Abas Abad • Behdžat Abad • Emam Hosein • Sabalan District 8: • Moalem • Narmak • Samangan District 13: • Dušan Tape • Niru Havaji • Teheran No District 14: • Čaharsad Dastgah • Dulab • Esfahanak • Horasan • Sad Dastgah | Center: District 10: • Berjanak • Haft Čenar • Salsabil District 11: • Dohanijat • Laškar • Monirije • Šejh Hadi District 12: • Baharestan • Bazar-e Tehran • Firdusi • Gorgan • Park-e Šar • Pič-e Šemiran District 17: • Emamzade Hasan • Hazane Falah • Kale Morgi | South: District 15: • Afsarije • Bisim • Havaran • Kijanšar • Masudije • Moširije District 16: • Ali Abad • Bag-e Azari • Hazane Boharae • Jahči Abad • Nazi Abad District 19: • Abdol Abad • Hava Niruz • Nemat Abad District 20: • Dovlat Abad • Džavanm.-e Kasab • Ebn-e Babavejh • Hazrat-e Abdol-Azim • Sizdah-e Aban | West: District 9: • Džej • Sar-Asjab District 18: • Čahar Bari • Jaft Abad • Šad Abad • Šahrak-e Vali-Asr • Tolid Daru District 21: • Iran Hodro • Tehransar • Vardavard District 22: • Bag-e Hadž-Sejf • Kan • Kuj-e Sazman-e Barname • Parc Čitgar • Pejkanšar • Stadium-e Azadi • Šahrak-e Češme • Šahrak-e Rah-Ahan |

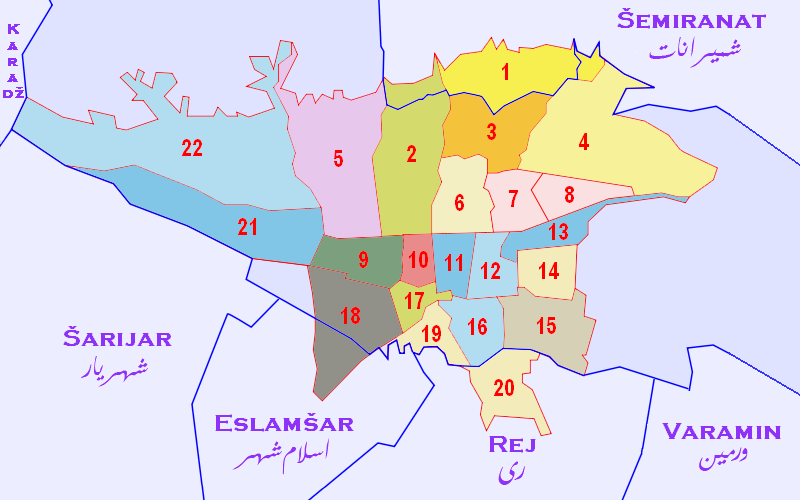

Teheran is onderverdeeld in 22 gemeentelijke districten, elk met zijn bestuurlijke centrum. Binnen deze 22 districten liggen de volgende grote wijken:
Abbas Abad, Afsariyeh, Amaniyeh, Amir Abad, Aryashahr, Bagh Feiz, Baharestan, Darakeh, Darband, Dardasht, Dar Abad, Darrous, Dehkadeh Olampik, Ekhtiyariyeh, Ekbatan, Elahiyeh, Evin, Farmanieh, Fereshteh, Gheitariye, Gholhak, Gisha, Gomrok, Hasan Abad, Jamaran, Jannat Abad, Javadiyeh, Jomhuri, Jordan, Lavizan, Mehran, Narmak, Navab, Nazi Abad, Niavaran, Park-e Shahr, Pasdaran, Piroozi, Punak, Ray, Sa'adat Abad, Sadeghiyeh, Seyed Khandan, Sohrevardi, Shahrara, Shahr-e ziba, Shahrak-e Gharb, Shemiran, Tajrish, Tehranno, Tehranpars, Tehransar, Vanak, Velenjak, Yaft Abad, Yusef Abad, Zafaraniyeh, etc.

## Media
- Press TV, Engelstalige internationale nieuwszender

## Stedenband
- Verenigde Staten: Los Angeles
- Verenigde Staten: New York
- Canada: Toronto
- Canada: Vancouver
- China: Peking
- Verenigd Koninkrijk: Londen
- Turkije: Istanbul
- Cuba: Havana
- Zuid-Korea: Seoel
- Zuid-Afrika: Pretoria
- Rusland: Moskou
- Wit-Rusland: Minsk
- India: New Delhi
- Afghanistan: Kabul
- Verenigde Arabische Emiraten: Dubai
- Libanon: Beiroet
- Australië: Sydney

## Inwoners

### Geboren
- Bahá'u'lláh 1817-1892, de stichter van het Baha'i-geloof
- Subh-i-Azal 1831-1912, religieus leider
- Naser ed-Din Kadjar 1831-1896, sjah van Perzië
- 'Abdu'l-Bahá 1844-1921, leraar en leider van het Baha'i-geloof
- Mohammad Reza Pahlavi 1919-1980, laatste sjah van Iran
- Ali Mirzaei 1929-2020, gewichtheffer
- Forough Farrokhzad 1935-1967, dichteres en filmmaakster
- Shahnaz Pahlavi 1940, prinses van Iran
- Barbet Schroeder 1941, filmregisseur
- Abdulkarim Soroush 1945, filosoof
- Shohreh Aghdashloo 1952, actrice
- Rakhshan Bani-Etemad 1954, filmmaker
- Azar Nafisi 1955, schrijfster en vrouwenactiviste
- Farzad Bonyadi 1959, pokerspeler
- Mohammad Javad Zarif 1960, diplomaat, hoogleraar en politicus
- Farah Karimi 1960, Nederlandse politica
- Khosrow Hassanzadeh 1963-2023, beeldend kunstenaar
- Farahnaz Pahlavi 1963, prinses van Iran in ballingschap
- Nasrin Sotoudeh 1963, advocate en mensenrechtenverdedigster
- Shaun Toub 1963, acteur
- Philippe Blasband 1964, Belgische schrijver en theatermaker
- Keyvan Shahbazi 1964, Iraans-Nederlands schrijver, columnist, psycholoog en adviseur
- Afshin Ellian 1966, Iraans-Nederlands rechtsgeleerde, hoogleraar, filosoof en dichter
- Ali-Reza Pahlavi 1966-2011, prins van Iran
- Reza Abedini 1967, grafisch ontwerper en kunstcriticus
- Mehrdad Oskouei 1969, filmmaker
- Azam Ali 1970, zangeres
- Leila Pahlavi 1970-2001, prinses van Iran
- Maz Jobrani 1972, acteur, filmproducent, scenarioschrijver en komiek
- Reza Shahroudi 1972, voetballer
- Sander Terphuis 1972, Nederlands-Iraans jurist
- Vahid Hashemian 1976, voetballer
- Mehdi Mahdavikia 1977, voetballer
- Arash 1978, zanger
- Ali Karimi 1978, voetballer
- Omid Abtahi 1979, Amerikaans acteur
- Arian Moayed 1980, acteur
- Sami Yusuf 1980, zanger
- Nasim Pedrad 1981, (stem)actrice
- Tala Madani 1981, beeldend kunstenares
- Nassim Soleimanpour 1981, toneelschrijver
- Salar Azimi 1982, Iraans-Nederlands ondernemer
- Dominic Rains 1982, Amerikaans acteur
- Golshifteh Farahani 1983, actrice en pianiste
- Andranik Teymourian 1983, voetballer
- RBDjan 1984, Nederlands-Armeens rapper
- Ehsan Hadadi 1985, atleet
- Baran Kosari 1985, actrice
- Behrang Safari 1985, voetballer
- Ashkan Dejagah 1986, voetballer
- Ardalan Esmaili 1986, Iraans-Zweeds acteur
- Farzad Hatami 1986, voetballer
- Anna Nooshin 1986, modeblogger
- Sevdaliza 1987, Iraans-Nederlands basketbalster en zangeres
- Mandana Karimi 1988, actrice
- Arash Vakili 1990, beachvolleyballer
- Mohammad Reza Khanzadeh 1991, voetballer
- Rouzbeh Cheshmi 1993, voetballer
- Hadi Saei Bonehkohal, Olympisch Taekwondo-kampioen
- Shamsia Hassani 1988, kunstenares

### Overleden
- Farrokhroo Parsa 1922-1980, eerste vrouwelijke minister van een Iraanse regering

## Foto's

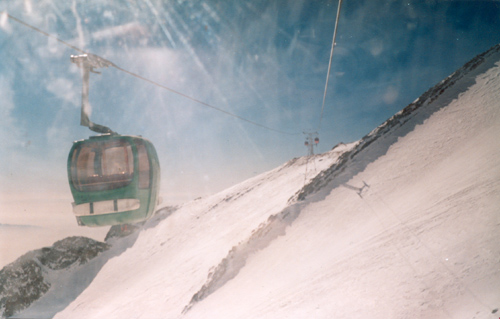
Op de berg Tochal ten noorden van Teheran bevinden zich 5 grote skigebieden
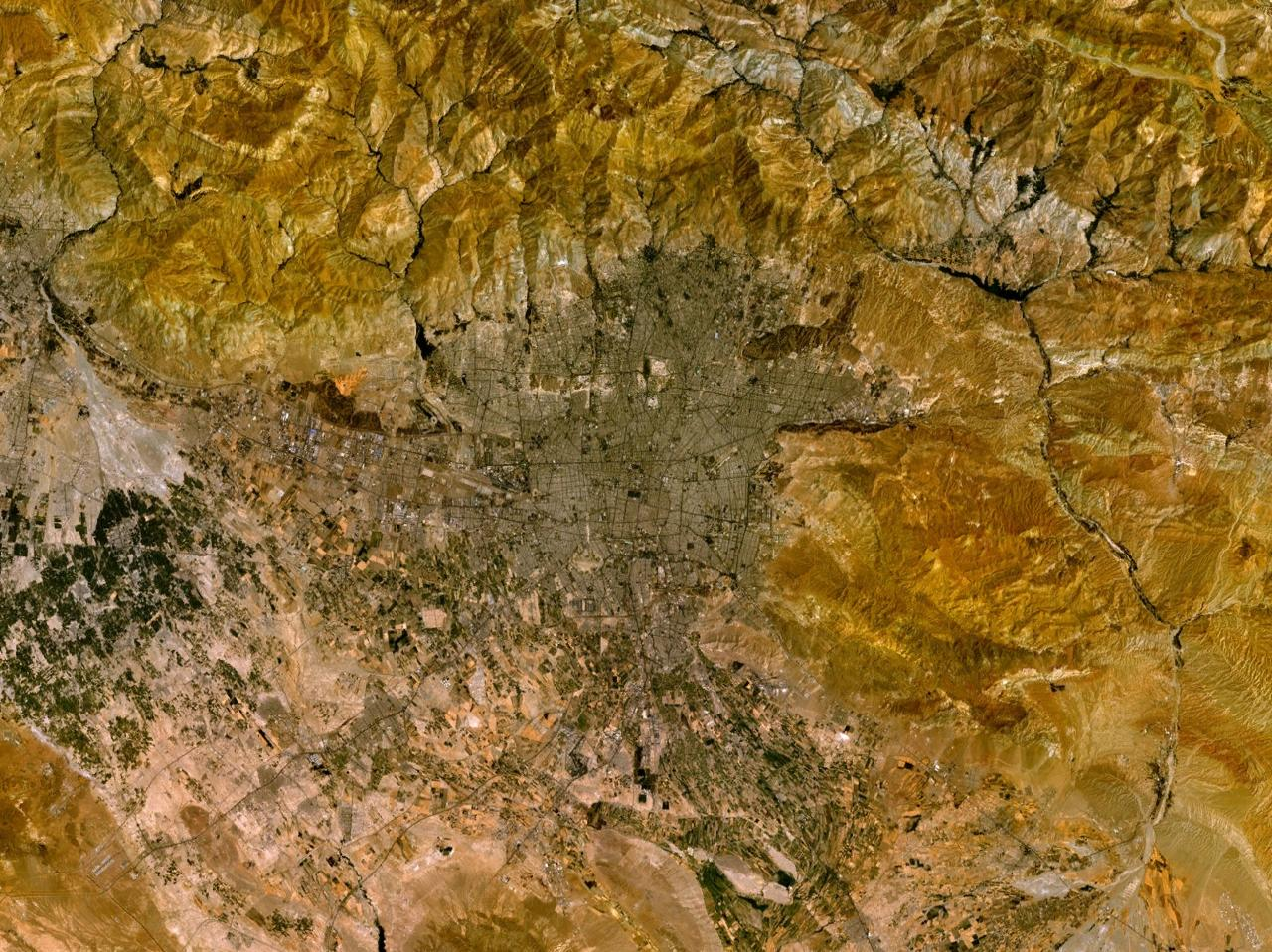
Satellietfoto van de stad
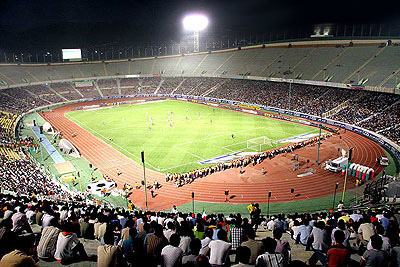
Azadistadion
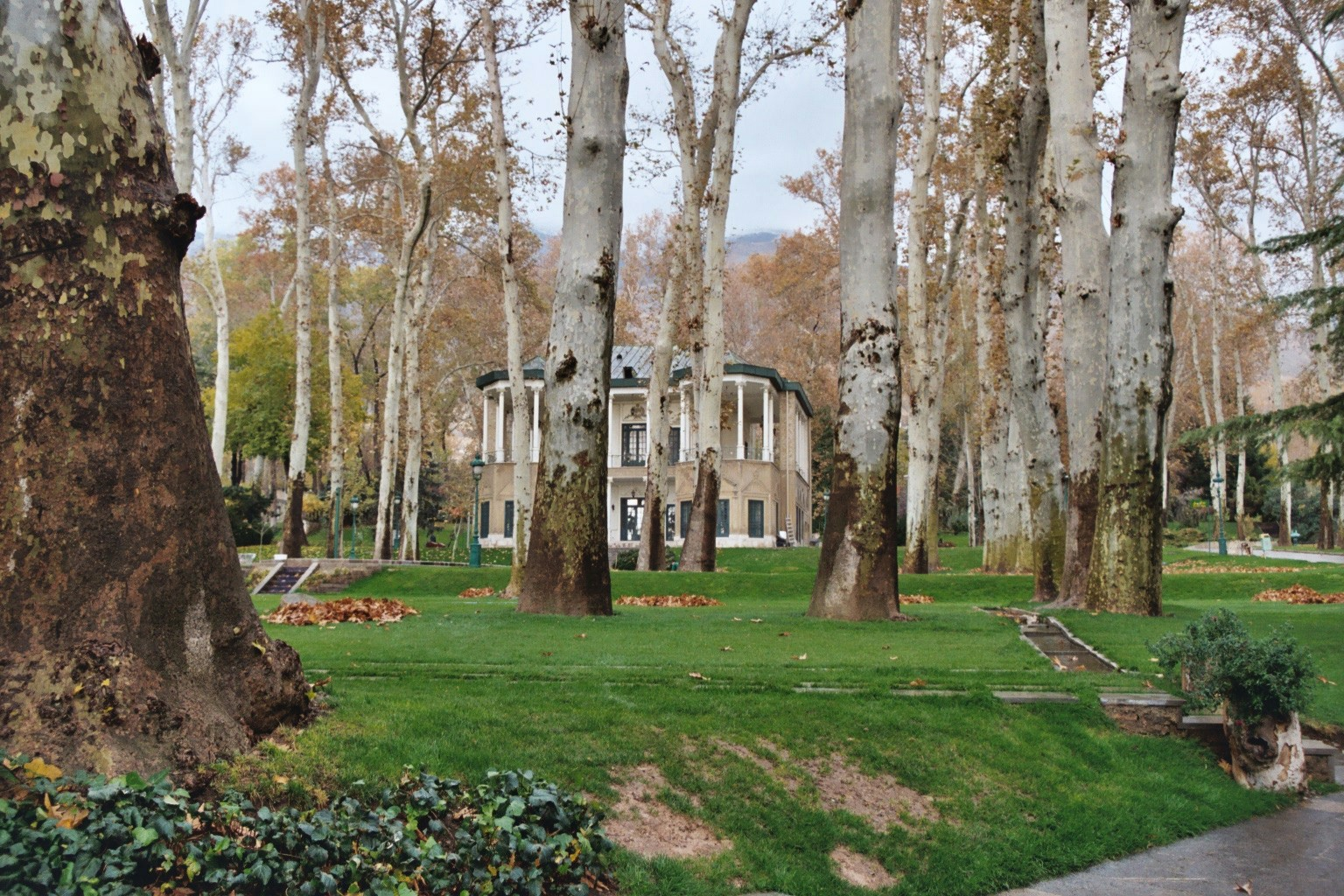
Niavaran Paleis in Noord Teheran

## Trefwoorden
- Iran van A tot Z

## Websites
- (en)  M Montazeri. Tehran metro, 2019.
- (ar)  Metro van Teheran. gearchiveerd
- (en)  Iran Chamber Society. Tehran.